# Roc del Beç
El Roc del Beç és una muntanya de 1.646 metres que es troba al municipi de Toses, a la comarca catalana del Ripollès.